# OB293船団
OB293船団は、第二次世界大戦中に北大西洋で運航された船団の一つである。
OB293は37隻の船からなる西行きの船団で、積荷は貿易品か無しであった。1941年3月2日にリバプールから北アメリカの港へ向けて出航した。
護衛は駆逐艦「ウォルヴァライン (HMS Wolverine)」、「ヴェリティ (HMS Verity)」とコルベット「アービュタス (HMS Arbutus)」、「カミーリャ (HMS Camellia)」であった。この4隻による護衛は船団がウエスタンアプローチを出るまでの予定であった。
1941年3月6日、船団はドイツ潜水艦「U47」（ギュンター・プリーン艦長）に発見された。「U47」は報告を送り、船団を追跡した。その日のうちに3隻のUボート（「U99」、「U70」、「UA」）が加わった。
3月6日から7日にかけての夜にUボートは攻撃を開始した。
3月6日の早い時間、「U99」は前方から船団内に進入しタンカー「アセルビーチ (Athelbeach) 」と捕鯨母船「Terje Viken」を雷撃した。前者は沈み、後者も損傷した。「U70」は貨物船「Dunaff Head」を沈め、オランダのタンカー「Mijdrecht」を損傷させた。だが、「Mijdrecht」が体当たりを試みたため「U70」は急速潜航した。「UA」は貨物船1隻を撃破した。
護衛艦の反応は素早く効果的であった。5時間以上にわたり100発以上の爆雷が投下された。「UA」は損傷したが逃走に成功した。また、「U99」は攻撃が終わるまで深く潜っていた。「U70」は損傷後浮上し、コルベット2隻に沈められた。
「U47」は損傷を免れ、船団との接触を保っていた。そして、さらに報告を送り増援を求めた。また、船団からはぐれた「Terje Viken」を雷撃した。しかし、「Terje Viken」は沈まなかった。結局、「Terje Viken」は14日に沈んだ。
8日午前1時頃、「ウォルヴァライン」が浮上中のUボートを発見し、「U47」であると判断した。「ウォルヴァライン」と「ヴェリティ」が「U47」を攻撃。4時間後、損傷した「U47」は「ウォルヴァライン」の近くに浮上し、再び潜航した。駆逐艦が爆雷を投下後、水中爆発が起こった。
長らく「ウォルヴァライン」が「U47」を沈めたとされてきたが、最近では「ウォルヴァライン」が攻撃したのは「UA」であるとされている。「UA」はひどく損傷したものの帰投している
「U47」の最期は不明であるが、潜航時の事故が原因ではないかと思われている。